# Wüstung auf dem Lindenbrink

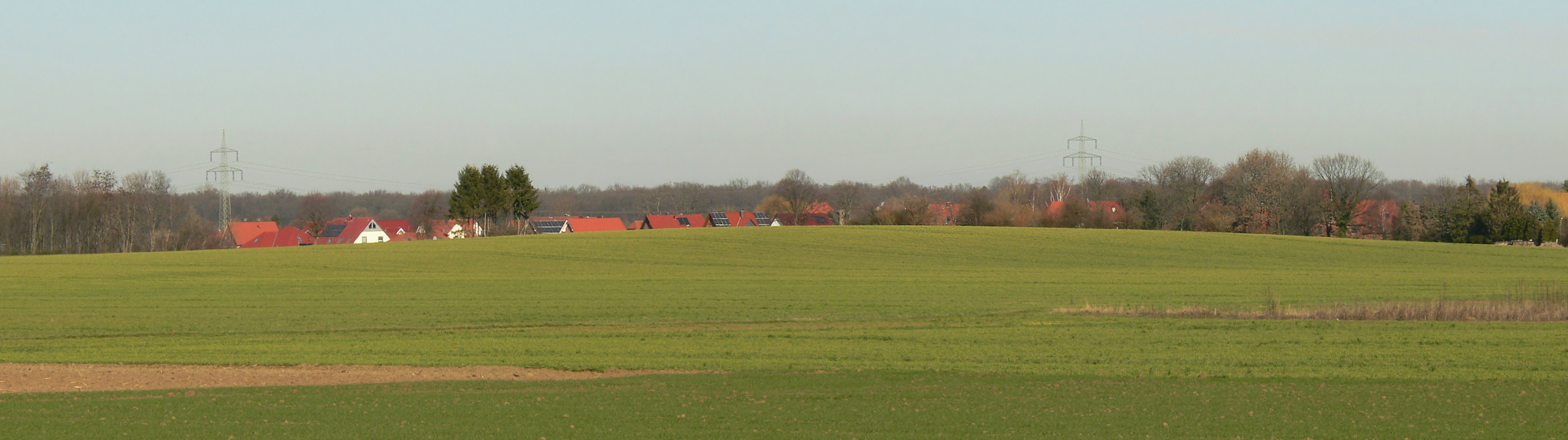
Blick von Westen auf die Erhebung Lindenbrink mit der Wüstungsstelle, dahinter Riehe

Die Wüstung auf dem Lindenbrink ist eine frühere Siedlung oder ein früherer Gutshof bei Riehe im Landkreis Schaumburg in Niedersachsen. Die damaligen Gebäude bestanden im Frühmittelalter und fielen später wüst.

## Lage und Beschreibung

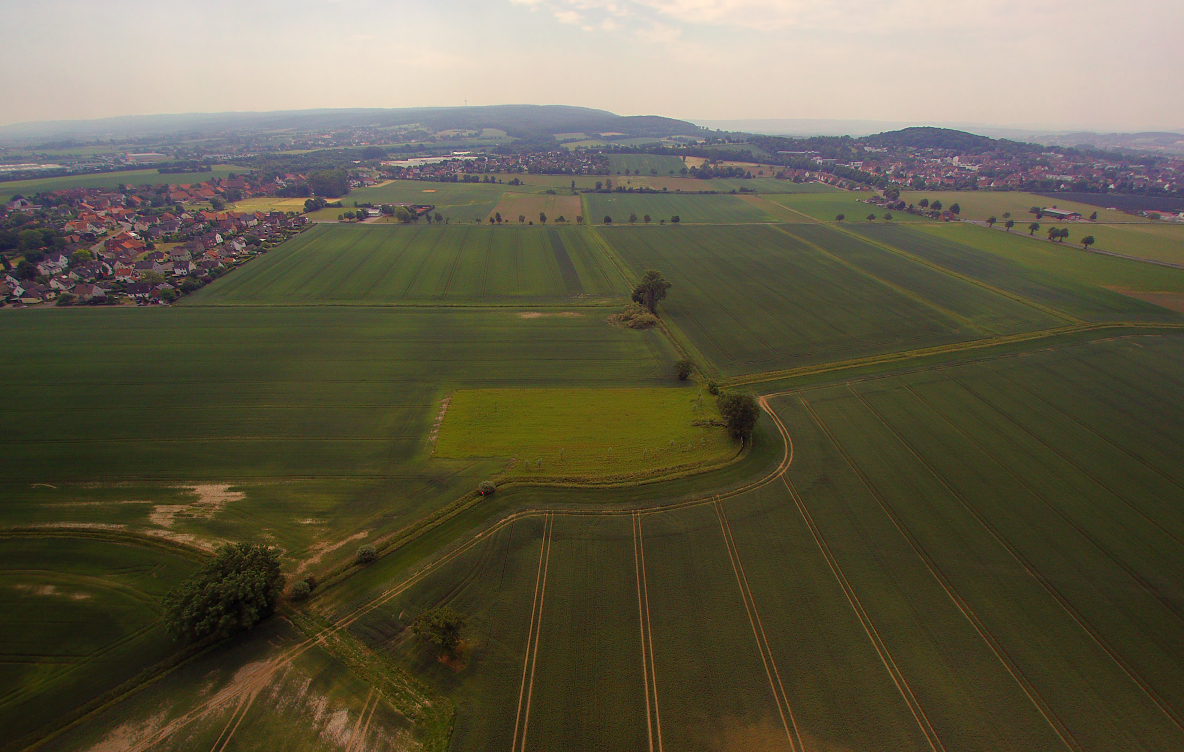
Luftbild vom Lindenbrink

Die Siedlungsstelle lag westlich von Riehe auf der Geländeerhebung Lindenbrink, die sich mit 61 m ü. NN wenige Meter von der flacheren Umgebung abhebt. Am Fuße der Erhebung fließt ein Bach. In der Nähe wird der in Ost-West-Richtung verlaufene Hellweg vor dem Santforde angenommen.
Der Name der einstigen Siedlung ist historisch nicht überliefert. Alten Erzählungen nach hätten auf der Erhebung Häuser gestanden. Entsprechende Angaben finden sich in einer Gemeindeakte, wonach die ersten fünf Häuser von Riehe auf dem Lindenbrink gestanden hätten. Ein Hinweis auf eine frühere Bebauung sind hochgepflügte Steine, von denen ältere Landwirte des Ortes berichteten.

## Untersuchungen
Die 2012 begonnenen Untersuchungen zum Lindenbrink werden vom Rieher Arbeitskreis Heimatgeschichte als Citizen-Science-Projekt geführt. Anfangs nahmen Angehörige des Arbeitskreises Begehungen auf den Feldern des Lindenbrink vor. 2016 kam es durch ehrenamtliche Mitarbeiter der Kommunalarchäologie der Schaumburger Landschaft zu weiteren Feldbegehungen und der Absuche mit dem Metalldetektor. Da bei der Feldbewirtschaftung ab dem Jahr 2016 die Pflugtiefe von 21 auf 26 cm abgetieft wurde und dadurch eine Zerstörung von tiefer liegenden Fundstücken drohte, ließ die Kommunalarchäologie der Schaumburger Landschaft 2018 auf dem Areal geophysikalische Prospektionen mittels Magnetometer vornehmen. Damit konnten verschiedene Befunde erkannt werden, die als Gruben, Grubenhäuser und ein Brunnen gedeutet wurden. Außerdem ließen sich aufgrund des trockenen Frühjahres 2018 auf Luftbildern anhand von Bewuchsmerkmalen die Pfostengruben eines rund 30 Meter langen Gebäudes identifizieren.

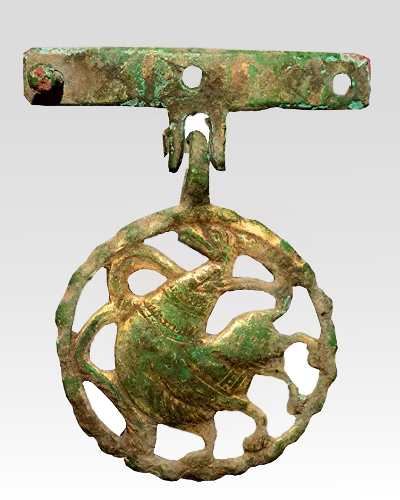
Bei einer Begehung gefundener Anhänger mit einem Greif, 12. Jahrhundert

### Begehungsfunde
Zu den bei Begehungen geborgenen Fundstücken zählen verschiedene Arten von Fibeln, wie Kreuz-, Kreuzscheiben-, Braketeaten- und Scheibenfibeln. Es handelt sich um kleine schmuckähnliche Gegenstände mit einer christlichen Symbolik, die ins 7. bis 10. Jahrhundert datieren. Einige der gefundenen Gegenstände waren im Mittelalter kostspielig, was auf die Anwesenheit von Adel an dieser Stelle hinweist. Zu den hochwertigeren Stücken zählen ein Schwertgurtbeschlag und ein bronzener Anhänger aus dem 12. Jahrhundert mit der Darstellung eines Greifs, der ein Pferdegeschirr dekorierte. Weitere Fundstücke waren Webgewichte und ein Messer sowie Keramikfragmente als blau-graue Ware aus dem Mittelalter.

### Ausgrabungen
2019 kam es zur Überprüfung der bisherigen Untersuchungsergebnisse zu kleinräumigen Sondagen an drei Stellen, die ehrenamtliche Helfer unter Leitung des Kommunalarchäologen Daniel Lau von der Schaumburger Landschaft durchführten. Zu den entdeckten Befunden gehörte eine doppelte Pfostengrube eines Gebäudes mit den Ausmaßen von 29 × 8 Meter. Des Weiteren fand sich eine im Mittelalter verfüllte Grube in der Form eines Grabens. Darin lagen Keramikscherben aus der Zeit vom 9. bis 13. Jahrhundert und Tierknochen, die sich wegen des tonhaltigen Bodens erhalten haben. Ein besonderes Fundstück war das Fragment eines aus Knochen gefertigten Kamms. Das älteste Fundstück war eine etwa 12.000 Jahre alte steinerne Klinge aus der Altsteinzeit, die jedoch in keiner Beziehung zur mittelalterlichen Siedlung steht.
2020 wurde eine weitere kleinräumige Sondage von ehrenamtlichen Helfern und Daniel Lau von der Schaumburger Landschaft durchgeführt. Sie umfasste eine Fläche von 8 m² und erfolgte in einem Bereich, in dem aufgrund der geophysikalischen Prospektion ein Gebäude und eine Feuerstelle erwartet wurden. Im Ergebnis deutete die Schichtenfolge auf ein spätmittelalterliches Haus hin. Außerdem wurden menschliche Erdveränderungen bis in eine Tiefe von zwei Meter festgestellt, die als trichterförmige Baugrube für einen Brunnen interpretiert wurden. Unter den 200 Fundstücken waren Reste eines grün glasierten Tongefäßes, Zähne und Knochen tierischer Herkunft. Ein Fundstück aus Metall war ein kleiner Schlüssel, der vermutlich zu einem Kästchen gehörte. Anhand der Keramik ließ sich die Fundstelle etwa auf das 15. Jahrhundert datieren.
Im Jahr 2021 wurden die Ausgrabungen durch ehrenamtliche Helfer und den Kommunalarchäologen Daniel Lau in einer fünftägigen Grabungskampagne fortgesetzt. Zu den in zwei Grabungsschnitten geborgenen Artefakten zählten Keramikscherben von mittelalterlichen Kugeltöpfen aus dem 11. Jahrhundert und Metallgegenstände, wie Messerklingen und Hufnägel. Ein besonderer Fund war ein vergoldeter Gürtelbeschlag, der zu einem Schwertgütel gehört haben könnte und der nach einer ersten Einschätzung aus der Karolingerzeit stammen dürfte. Festgestellte Befunde waren ein Pfostenloch eines früheren Gebäudes und eine dunkle Bodenverfärbung mit Steinen, bei der es sich um eine Abfallgrube oder ein Grubenhaus handeln könnte. Die im Vorjahr untersuchte Grube, die als Brunnen angesprochen wurde, stellte sich als eine mit Ton verfüllte Bodenvertiefung von sechs Meter Durchmesser heraus.

Ausgrabungen
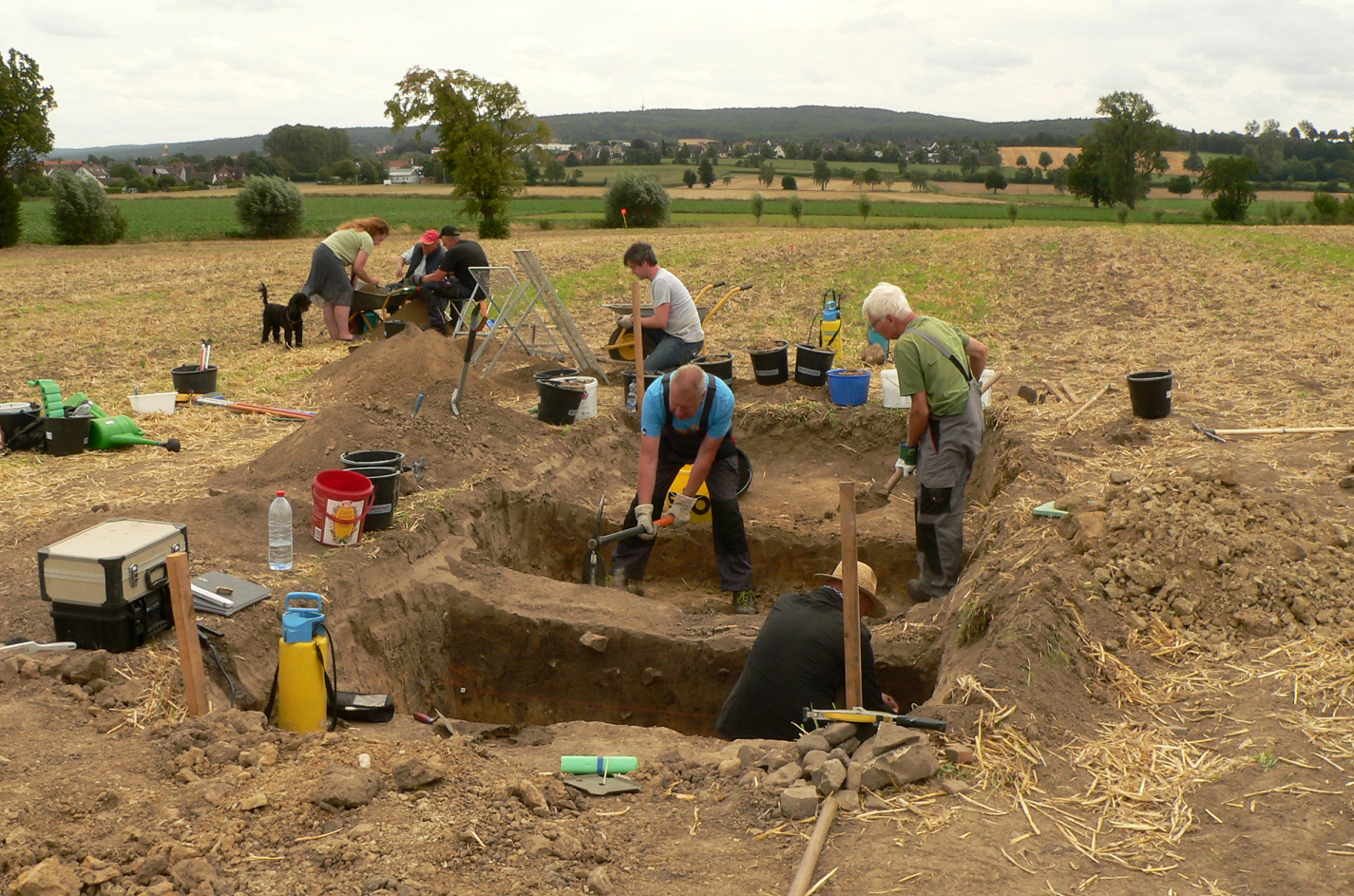
Erste Ausgrabung, 2019
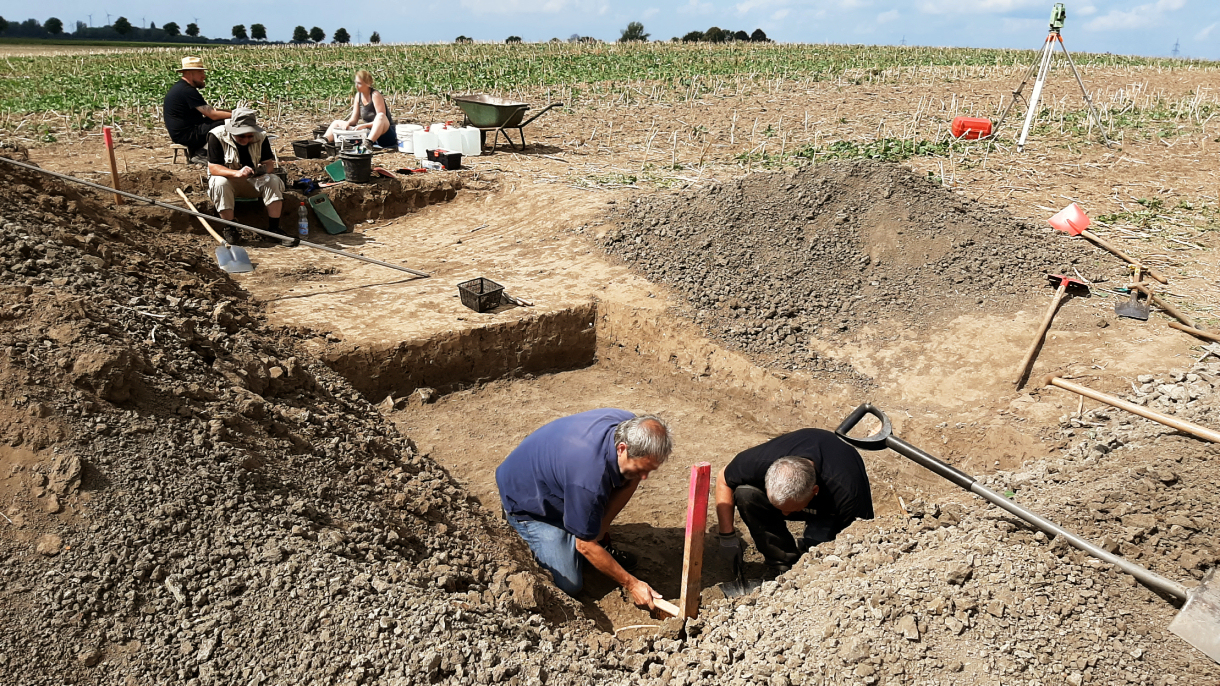
Zweite Ausgrabung, 2020
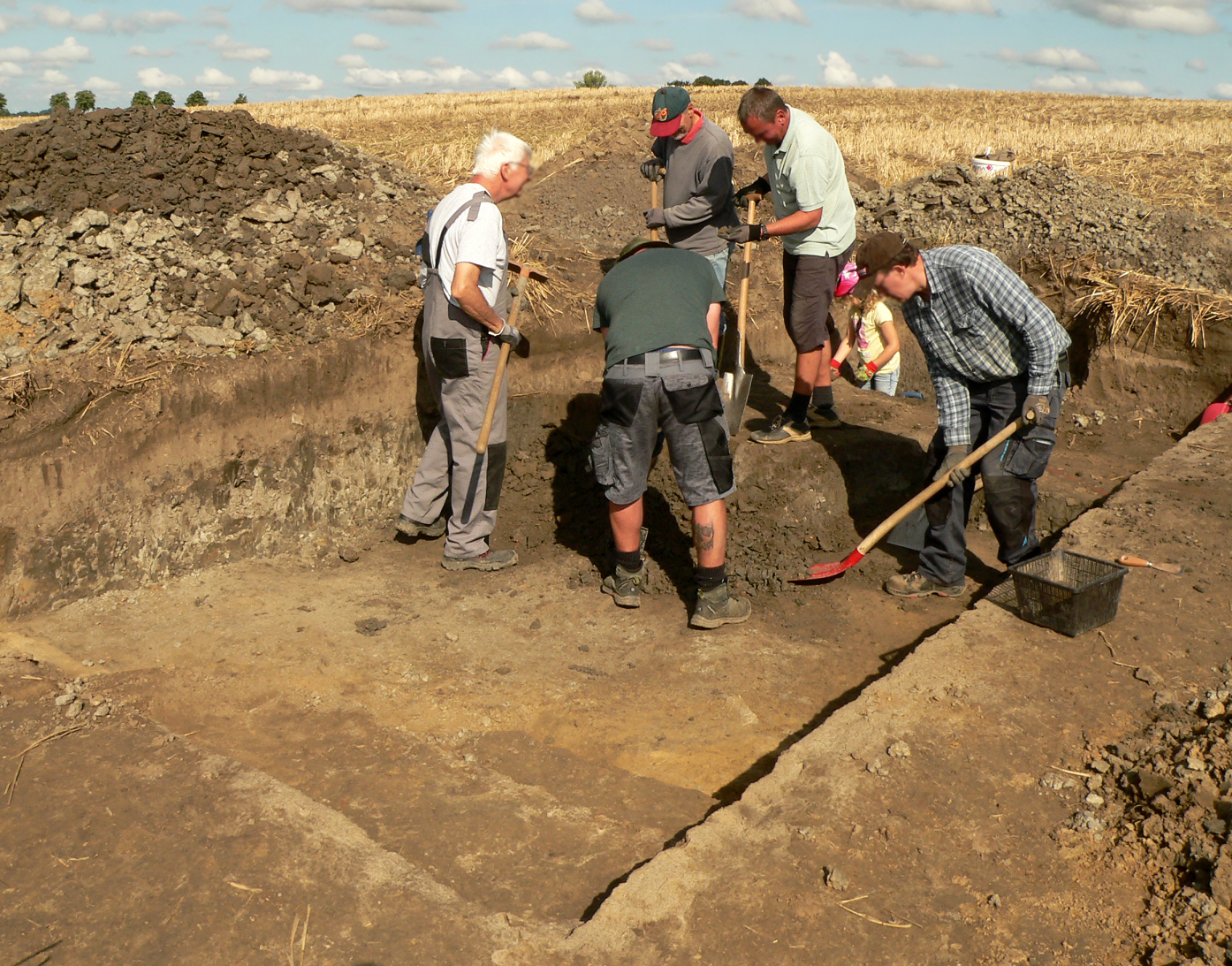
Dritte Ausgrabung, 2021

Funde und Befunde der Ausgrabung 2021
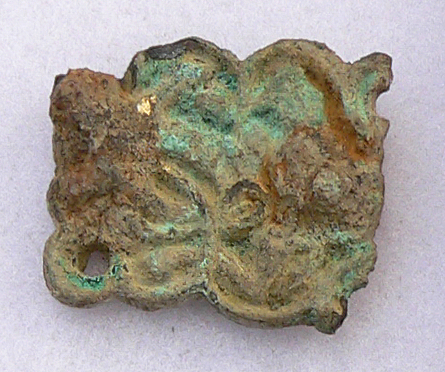
Vergoldeter Gürtelbeschlag, möglicherweise von einem Schwertgürtel
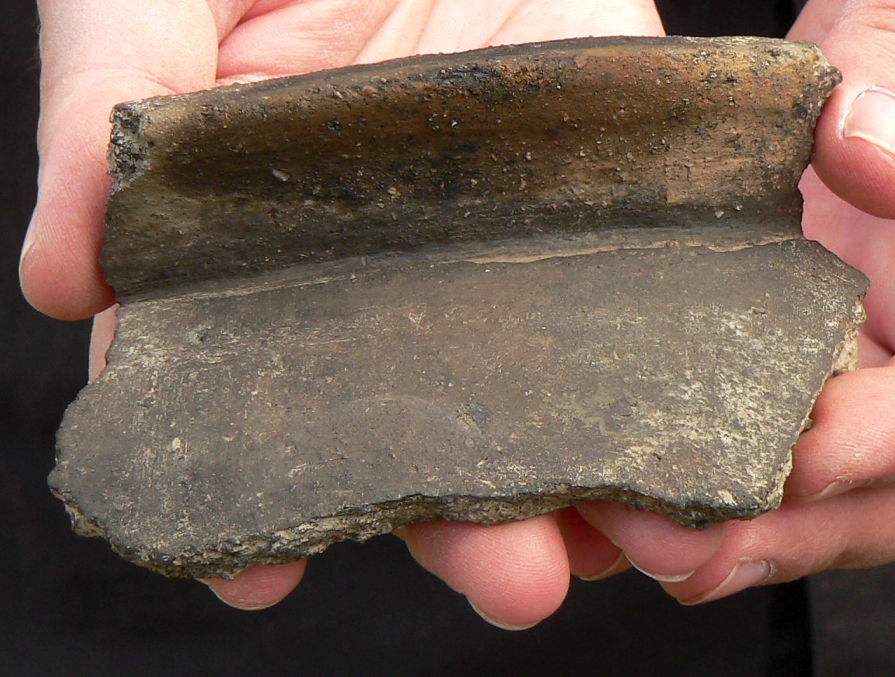
Fragment eines großen Kugeltopfes
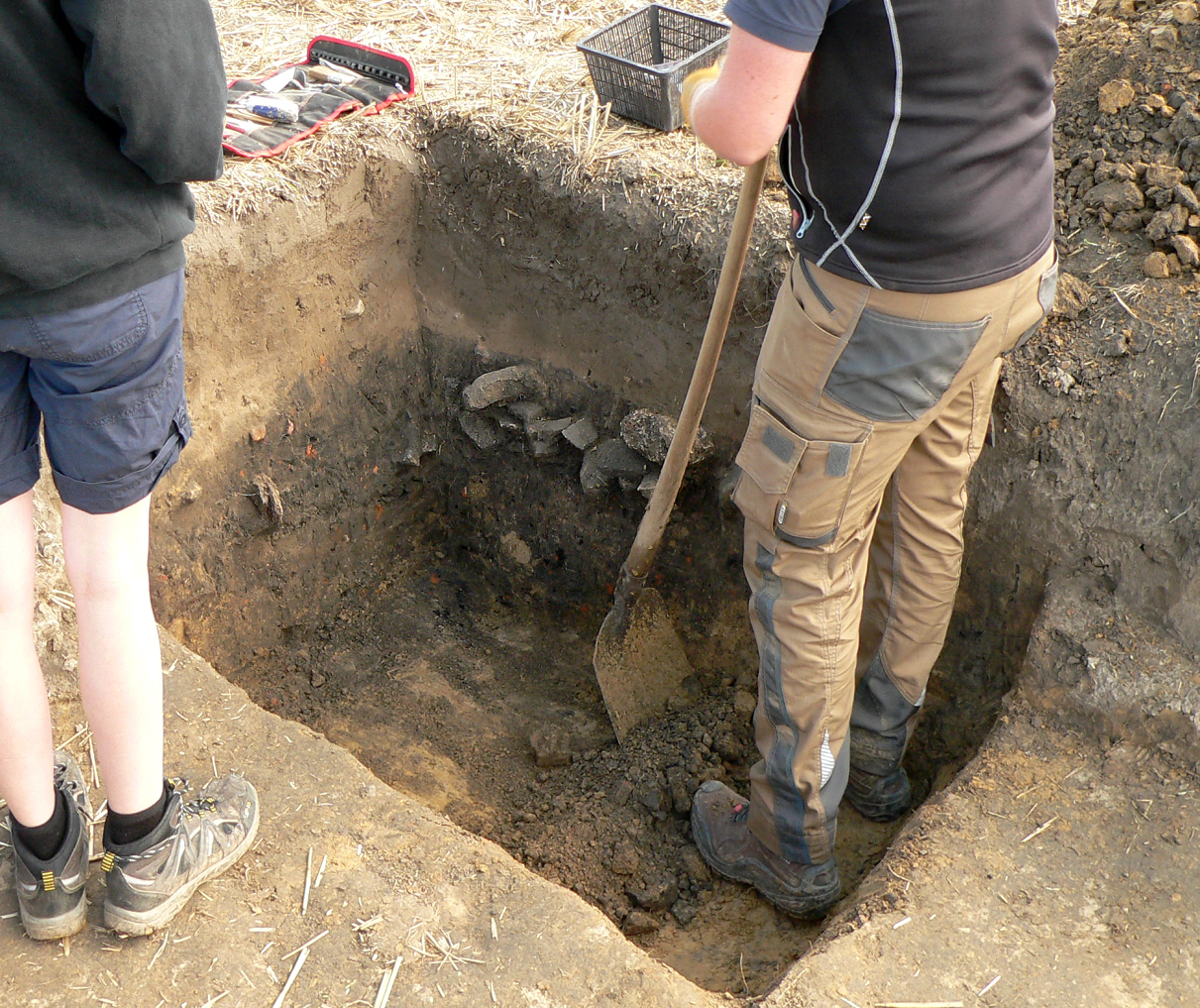
Dunkle Bodenverfärbung mit Steinen, Abfallgrube oder Grubenhaus

## Präsentation
Einzelne Fundstücke wurden 2019 und 2020 im Niedersächsischen Landesmuseum und im Braunschweigischen Landesmuseum in der Sonderausstellung Saxones. Eine neue Geschichte der alten Sachsen gezeigt.
Dauerhaft sind die bei den Forschungen erlangten Fundstücke in der archäologischen Abteilung des im Jahr 2021 eröffneten Museums Bad Nenndorf ausgestellt. Dazu zählen unter anderem Heiligenfibeln, die teilweise mit farbiger Glas-Email verziert sind, eine vergoldete Schelle mit Klangsteinchen als Pferdegeschirranhänger, mehrere Ausführungen von versilberten Schwertgurtbeschlägen, das Fragment eines Reitersporns, ein Mundstück einer zweiteiligen Pferdetrense, Hufeisenhälften und ein Hohldornschlüssel.

## Bewertung

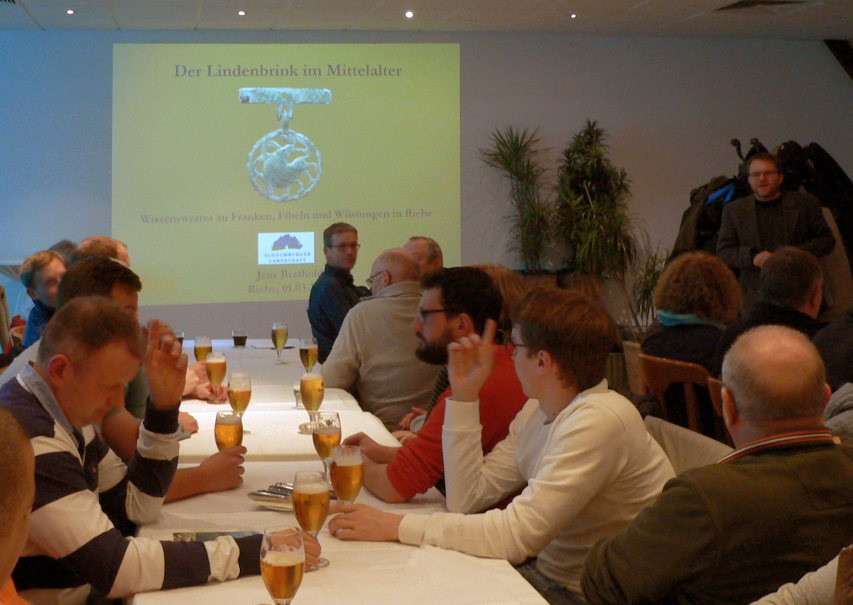
Der Archäologe Jens Berthold (rechts) stellt den Bürgern in Riehe die Untersuchungsergebnisse vor, 2019

Das leicht erhöhte Areal des Lindenbrinks mit einem Bachlauf in unmittelbarer Nähe bot sich als geeigneter Siedlungsplatz an, da sich Menschen früher auf fruchtbaren Böden und an überflutungssicheren Rändern von Wasserläufen niederließen. Bei der Auswahl des Platzes dürfte auch die Nähe zum Hellweg eine Rolle gespielt haben. Forscher nehmen an, dass um das Jahr 800 in der Zeit der Christianisierung der Lindenbrink bereits besiedelt war. Die Annahme gründet sich auf den gefundenen frühmittelalterlichen Kreuzscheibenfibeln und weiteren Fundstücken mit christlicher Symbolik. Sie sind der Zeit Karls des Großen zuzuordnen, als die Franken die Sachsen in Norddeutschland zum Christentum brachten. Vergleichbare Funde gab es, abgesehen von Stadthagen, bisher nicht im nördlichen Bereich des Landkreises Schaumburg}. Die Besiedlung hatte bis zum 12./13. Jahrhundert Bestand.
Nach der dritten Ausgrabungskampagne im Jahr 2021 nahm der die Untersuchungen leitende Kommunalarchäologe Daniel Lau an, dass auf dem Lindenbrink keine dörfliche Siedlung, sondern der Gutshof einer höher gestellten Persönlichkeit zur Zeit der Christianisierung bestanden hat, bei der es sich um einen Ritter gehandelt haben könnte. Für diese Annahme sprechen die Fundstücke von herausragender Güte aus dem 9. und 10. Jahrhundert mit christlicher Symbolik und die Fundstücke, die Reiterei belegen. Ein Ritter könnte sich auf der erhabenen Stelle des Lindenbrinks niedergelassen haben, um von dort Kontrolle auszuüben.